# ATP-toernooi van Dubai
Het ATP-toernooi van Dubai is een jaarlijks terugkerend tennistoernooi voor mannen dat wordt georganiseerd in Dubai, Verenigde Arabische Emiraten als onderdeel van het tennistoernooi van Dubai. De officiële naam van het toernooi is Dubai Duty Free Tennis Championships. Het toernooi valt in de categorie "ATP Tour 500".
Een week voor de mannen komen ook de vrouwen in actie in Dubai, op het WTA-toernooi van Dubai.
Beide toernooien worden afgewerkt op openlucht-hardcourtbanen en worden in februari/begin maart georganiseerd onder toeziend oog van Mohammed bin Rashid Al Maktoum, vicepresident en minister-president van de Verenigde Arabische Emiraten. De eerste editie van het mannentoernooi was in 1993.
Met acht toernooioverwinningen (2003, 2004, 2005, 2007, 2012, 2014, 2015 en 2019) is de Zwitser Roger Federer de meest succesvolle tennisser in Dubai.

## Officiële namen
- 1993–2000: Dubai Open
- 2001–2007: Dubai Tennis Championships
- 2008–2010: Barclays Dubai Tennis Championships
- 2011–heden: Dubai Duty Free Tennis Championships

## Finales

### Enkelspel
| Jaar | Winnaar               | Finalist              | Uitslag        |
| ---- | --------------------- | --------------------- | -------------- |
| 1993 | Karel Nováček         | Fabrice Santoro       | 6-4, 7-5       |
| 1994 | Magnus Gustafsson     | Sergi Bruguera        | 6-4, 6-2       |
| 1995 | Wayne Ferreira        | Andrea Gaudenzi       | 6-3, 6-3       |
| 1996 | Goran Ivanišević      | Albert Costa          | 6-4, 6-3       |
| 1997 | Thomas Muster         | Goran Ivanišević      | 7-5, 7-6       |
| 1998 | Àlex Corretja         | Félix Mantilla        | 7-6, 6-1       |
| 1999 | Jérôme Golmard        | Nicolas Kiefer        | 6-4, 6-2       |
| 2000 | Nicolas Kiefer        | Juan Carlos Ferrero   | 7-5, 4-6, 6-3  |
| 2001 | Juan Carlos Ferrero   | Marat Safin           | 6-2, 3-1, opg. |
| 2002 | Fabrice Santoro       | Younes El Aynaoui     | 6-4, 3-6, 6-3  |
| 2003 | Roger Federer (1)     | Jiří Novák            | 6-1, 7-6       |
| 2004 | Roger Federer (2)     | Feliciano López       | 4-6, 6-1, 6-2  |
| 2005 | Roger Federer (3)     | Ivan Ljubičić         | 6-1, 6-7, 6-3  |
| 2006 | Rafael Nadal          | Roger Federer         | 2-6, 6-4, 6-4  |
| 2007 | Roger Federer (4)     | Michail Joezjny       | 6-4, 6-3       |
| 2008 | Andy Roddick          | Feliciano López       | 6-7, 6-4, 6-2  |
| 2009 | Novak Djokovic (1)    | David Ferrer          | 7-5, 6-3       |
| 2010 | Novak Djokovic (2)    | Michail Joezjny       | 7-5, 5-7, 6-3  |
| 2011 | Novak Djokovic (3)    | Roger Federer         | 6-3, 6-3       |
| 2012 | Roger Federer (5)     | Andy Murray           | 7-5, 6-4       |
| 2013 | Novak Djokovic (4)    | Tomáš Berdych         | 7-5, 6-3       |
| 2014 | Roger Federer (6)     | Tomáš Berdych         | 3-6, 6-4, 6-3  |
| 2015 | Roger Federer (7)     | Novak Đoković         | 6-3, 7-5       |
| 2016 | Stanislas Wawrinka    | Marcos Baghdatis      | 6-4, 7-6(13)   |
| 2017 | Andy Murray           | Fernando Verdasco     | 6-3, 6-3       |
| 2018 | Roberto Bautista Agut | Lucas Pouille         | 6-3, 6-4       |
| 2019 | Roger Federer (8)     | Stéfanos Tsitsipás    | 6-4, 6-4       |
| 2020 | Novak Djokovic (5)    | Stéfanos Tsitsipás    | 6-3, 6-4       |
| 2021 | Aslan Karatsev        | Lloyd Harris          | 6-3, 6-2       |
| 2022 | Andrej Roebljov       | Jiří Veselý           | 6-3, 6-4       |
| 2023 | Daniil Medvedev       | Andrej Roebljov       | 6-2, 6-2       |
| 2024 | Ugo Humbert           | Aleksandr Boeblik     | 6-4, 6-3       |
| 2025 | Stéfanos Tsitsipás    | Félix Auger-Aliassime | 6-3, 6-3       |

### Dubbelspel
| Jaar | Winnaars                                  | Finalisten                           | Uitslag              |
| ---- | ----------------------------------------- | ------------------------------------ | -------------------- |
| 1993 | John Fitzgerald Anders Järryd             | Grant Connell Patrick Galbraith      | 6-2, 6-1             |
| 1994 | Todd Woodbridge Mark Woodforde            | Darren Cahill John Fitzgerald        | 6-7, 6-4, 6-2        |
| 1995 | Grant Connell (1) Patrick Galbraith       | Tomás Carbonell Francisco Roig       | 6-2, 4-6, 6-3        |
| 1996 | Grant Connell (2) Byron Black             | Karel Nováček Jiří Novák             | 6-0, 6-1             |
| 1997 | Sander Groen Goran Ivanišević             | Sandon Stolle Cyril Suk              | 7-6, 6-3             |
| 1998 | Mahesh Bhupathi (1) Leander Paes (1)      | Donald Johnson Francisco Montana     | 6-2, 7-5             |
| 1999 | Wayne Black Sandon Stolle                 | David Adams John-Laffnie de Jager    | 4-6, 6-1, 6-4        |
| 2000 | Jiří Novák David Rikl (1)                 | Robbie Koenig Peter Tramacchi        | 6-2, 7-5             |
| 2001 | Joshua Eagle Sandon Stolle                | Daniel Nestor Nenad Zimonjić         | 6-4, 6-4             |
| 2002 | Mark Knowles (1) Daniel Nestor (1)        | Joshua Eagle Sandon Stolle           | 3-6, 6-3, [13-11]    |
| 2003 | Leander Paes (2) David Rikl (2)           | Wayne Black Kevin Ullyett            | 6-3, 6-0             |
| 2004 | Mahesh Bhupathi (2) Fabrice Santoro       | Jonas Björkman Leander Paes          | 6-2, 4-6, 6-4        |
| 2005 | Martin Damm Radek Štěpánek                | Jonas Björkman Fabrice Santoro       | 6-2, 6-4             |
| 2006 | Paul Hanley (1) Kevin Ullyett             | Mark Knowles Daniel Nestor           | 1-6, 6-2, [10-1]     |
| 2007 | Fabrice Santoro Nenad Zimonjić            | Mahesh Bhupathi Radek Štěpánek       | 7-5, 6-7, [10-7]     |
| 2008 | Mahesh Bhupathi (3) Mark Knowles (2)      | Martin Damm Pavel Vízner             | 7-5, 7-6             |
| 2009 | Rik De Voest Dmitri Toersoenov            | Martin Damm Robert Lindstedt         | 4-6, 6-3, [10-5]     |
| 2010 | Simon Aspelin Paul Hanley (2)             | Lukáš Dlouhý Leander Paes            | 6-3, 6-2             |
| 2011 | Serhij Stachovsky Michail Joezjny         | Jérémy Chardy Feliciano López        | 4-6, 6-3, [10-3]     |
| 2012 | Mahesh Bhupathi (4) Rohan Bopanna (1)     | Mariusz Fyrstenberg Marcin Matkowski | 6-4, 3-6, [10-5]     |
| 2013 | Mahesh Bhupathi (5) Michaël Llodra        | Robert Lindstedt Nenad Zimonjić      | 7-6, 7-6             |
| 2014 | Rohan Bopanna (2) Aisam-ul-Haq Qureshi    | Daniel Nestor Nenad Zimonjić         | 6-4, 6-3             |
| 2015 | Rohan Bopanna (3) Daniel Nestor (2)       | Aisam-ul-Haq Qureshi Nenad Zimonjić  | 6-4, 6-1             |
| 2016 | Simone Bolelli Andreas Seppi              | Feliciano López Marc López           | 6-2, 3-6, [14-12]    |
| 2017 | Jean-Julien Rojer (1) Horia Tecău (1)     | Rohan Bopanna Marcin Matkowski       | 4-6, 6-3, [10-3]     |
| 2018 | Jean-Julien Rojer (2) Horia Tecău (2)     | James Cerretani Leander Paes         | 6-2, 7-6(2)          |
| 2019 | Rajeev Ram Joe Salisbury                  | Ben McLachlan Jan-Lennard Struff     | 7-6(4), 6-3          |
| 2020 | John Peers Michael Venus                  | Raven Klaasen Oliver Marach          | 6-3, 6-2             |
| 2021 | Juan Sebastián Cabal Robert Farah Maksoud | Nikola Mektić Mate Pavić             | 7-6(0), 7-6(4)       |
| 2022 | Tim Pütz Michael Venus                    | Nikola Mektić Mate Pavić             | 6–3, 6–7(5), [16–14] |
| 2023 | Maxime Cressy Fabrice Martin              | Lloyd Glasspool Harri Heliövaara     | 7–6(2), 6–4          |
| 2024 | Tallon Griekspoor Jan-Lennard Struff      | Ivan Dodig Austin Krajicek           | 6–4, 4–6, [10-6]     |
| 2025 | Yuki Bhambri Alexei Popyrin               | Henry Patten Harri Heliövaara        | 3–6, 7–6(12), [10–8] |

## Statistieken

### Meeste enkelspeltitels
| Aantal titels | Speler        | Jaren                                          |
| ------------- | ------------- | ---------------------------------------------- |
| 8             | Roger Federer | 2003, 2004, 2005, 2007, 2012, 2014, 2015, 2019 |
| 5             | Novak Đoković | 2009, 2010, 2011, 2013, 2020                   |

(Bijgewerkt t/m 2025)

### Meeste enkelspeltitels per land
| Aantal titels | Land        |
| ------------- | ----------- |
| 9             | Zwitserland |
| 5             | Servië      |
| 4             | Spanje      |

(Bijgewerkt t/m 2025)
1993 · 1994 · 1995 · 1996 · 1997 · 1998 · 1999 · 2000 · 2001 · 2002 · 2003 · 2004 · 2005 · 2006 · 2007 · 2008 · 2009 · 2010 · 2011 · 2012 · 2013 · 2014 · 2015 · 2016 · 2017 · 2018 · 2019 · 2020 · 2021 · 2022 · 2023 · 2024 · 2025
ITF-toernooien (mannen en vrouwen)

ATP-toernooien (mannen) – ATP-seizoen 2025

WTA-toernooien (vrouwen) – WTA-seizoen 2025

Voormalige toernooien mannen
Voormalige toernooien vrouwen
Voormalige amateurtoernooien